# وادي الذئاب 1 (مسلسل)
وادي الذئاب 1 أو الجزء الأول من سلسلة مسلسل وادي الذئاب الشهير باسم الممثل التركي نجاتي شاشماز في المسلسل مراد علمدار، مسلسل تلفزيوني من إنتاج تركيا، شركة بانا فيلم. تم انتاجه عام 2003 وتمت دبلجته وعرضه عام 2008 على قناة أبوظبي، ضمن ثورة المسلسلات التركية المُدبلجة التي بدأت عام 2007 بمسلسل سنوات الضياع. المسلسل بطولة نجاتي شاشماز في دور مراد علمدار، وأوزغو نامال في دور رهف أيلول، وسلجوق يونتام في دور أصلان أقبي، وأقطاي قينارجة في دور سليمان شاكر، وغيره من النجوم.

## الشخصيات
- مراد علمدار
- عمر جاندان
- نازك جاندان
- أصلان أقبي
- حكمت
- رهف أيلول
- سليمان شاكر
- ميماتي باش
- الخال سيفو
- العم مروان
- محمد الكراخانلي
- السيف
- خسروف آغا
- ضيا اللازي
- نجمي المنشار
- إسماعيل فونونو
- نظام الدين كوفات
- منجد اليانصيب
- نديم الخيوط
- تركي قنطرجي

## البطولة
- نجاتي شاشماز
- أوزغو نامال
- سلجوق يونتام
- أقطاي قينارجة
- موغي أولوسوي
- إيبيك تين أولجاي
- غوركان أويغون
- نهاد نيكرل
- هاندي كازانوفا
- إرديم أرجوني
- أمين أولجاي
- سربيل تامور
- ظفر آرغن
- بايكال ساران
- إستامي بتيل
- طارق أونلو أوغلو
- أتيلا أولغاك
- هالدون بويسان
- عدنان بيريجيك
- نيشان سيرينيان
- سراي سيفر
- هيدايت إردينج
- كورتولوش شاكيراغ أوغلو

## القصة العامة
تدور احداث المسلسل عبر قيام مدير تشكيلات ال كي جي تي اصلان آقبي بيك بادخال العميل والمجند علي جاندان بهوية جديدة باسم مراد علمدار إلى مجلس البارون محمد الكراخانلي والذي يعمل مع جهات خارج تركيا للسيطرة عليها، ويكون ادخاله بهدف السيطرة على المجلس ثم هدمه تحت مسمى عملية وادي الذئاب.
يكون ادخال مراد عبر عمل حادثة وفاة له ثم فبركة قصة قدومة من  ألمانيا إلى  تركيا بالباخرة وذهابه إلى العم مروان الذي هو عميل اصلان اقبي بين مجموعة مكونة من العم مروان وسليمان شاكر (سليمان هوزوج نسرين بنت ضيا اللازي أحد أعضاء مجلس الذئاب مع البارون)، والخال سيفو وميماتي باش ذراع سليمان شاكر ومرافقه وصديقه. ويطلب اليه كخطوة اولى ان يحول سليمان شاكر إلى صديق مقرب له واخوه ايضاً لانه الطريق الأول للوصول إلى اللازي ثم إلى المجلس. 
عن طريق أصلان الذي يمتلك مكتبه قرب بيت أهل مراد علمدار/ على جاندان (حيث يعرف الجميع اصلان على أنه بائع كتب ما عدا مراد والهدف من المكتبة البقاء قرب مراد/علي ورعايته) يعود مراد للتواصل مع أهله وجيرانه وأصدقائه لدرجة انه يُعوضهم عن فقدان علي جاندان، وتتكون عائلته من أبوه عمر جاندان المعروف باسم بابا عمر بالحي كله وله الاحترام من الجميع وهو تقي ومتحدث ويعزف على الناي وما هو بفن الإيبرو وهو ايضاً من يشكي له الجميع هم مهم ويعطيهم كلام الراحة والحكم والحلول لمشاكلهم.
وايضا امه نازك جاندان  وايضا حبيبته ايليف ايلول (أو رهف ايلول بالعربي) والتي كان من المفترض الزواج بها ولكن تحبه هو فيما بعد وايض حكمت صديق الطفولة وعائلة رهف امها واخوها

### مجلس الذئاب
مجلس الذئاب أو مجلس البارون محمد القراخانلي هو مجلس يدعمه اعداء تركيا ويحاول اصلان اقبي ومن معه ان يهدموه ولكن لم يستطيعوا بسبب السرية هي عملة والرقابة والأمن وأعضائه وهو مكون من البارون وستة أعضاء وفي حال مرت احدهم أو عزله يتم اختيار عضو آخر ممن انتخبه المجلس. في بداية المسلسل كان الأعضاء هم:
- محمد القراخانلي البارون
- السيف: وهو يعد الذراع الأيمن للبارون ومساعده وصديقه منذ زمن طويل ونائبه
- خسروف آغا
- ضيا اللازي:
- إسماعيل فعنونو
- نظام الدين كوفان
- نجمي المنشار

فيما بعد تم ضم شخص اسمه اليانصيب والذي تم قتله على يد مراد وسليمان بعد قيامه بمهاجمة صالة قمار لسليمان وموت اخته. ثم فيما بعد بعد موت سليمان شاكر واليانصيب تم اختيار تركي القنطرجي ونديم الخيوط.